# السفينة رحلة 13 (مسلسل)
السفينة - رحلة 13 (بالإنجليزية: The ship - Trip 13)‏ مسلسل كوميدي اجتماعي سوري عُرض عام ( 2002)، يصور رحلة بحرية لسفينة على متنها عدد من العائلات وما يحدث بينهم من مواقف طريفة تتمحور حول الصراع بين الخير والشر. من تأليف وإخراج عماد سيف الدين، ومن بطولة كوكبة من نجوم الدراما السورية.

## قصة المسلسل
المسلسل يصور رحلة بحرية لمجموعة من العائلات، والعلاقات الاجتماعية التي تنشأ بينهم والتفاعلات الحياتية، ليطرح من خلالها أفكار ومقولات عديدة أهمها الصراع بين الخير والشر. والرحلة المفترضة بين سورية ومصر وقبرص، ومن القضايا التي يناقشها المسلسل عبر حلقاته: الموظفين المتقاعدين وتكيفهم مع حياتهم الجديدة وإمكانية ممارسة هواياتهم بما ينسجم مع أعمارهم؟ وهل ما يقدم لهم يوازي ما قدموه من خدمات طوال سنين حياتهم في العمل حتى وصلوا إلى مرحلة التقاعد؟ كما يطرح المسلسل واقع الفتيات العوانس اللواتي فاتهن قطار الزواج لاسباب عديدة منها الاقتصادية والمالية والاجتماعية والتعليمية. وغير ذلك من القضايا الاجتماعية.

## طاقم العمل[2]
تأليف: عماد سيف الدين. إخراج: حامد عبد العزيز.

### ممثلون
- سوسن ميخائيل.
- حسام تحسين بيك.
- شكران مرتجى.
- سليم كلاس.
- نجاح حفيظ..
- حسن دكاك.
- جيني إسبر.
- مصطفى دياب.
- لورا أبو أسعد.
- فادي صبيح.